# Armando Farro
Juan Alberto Estrada (20 dicembre 1922 – 30 novembre 1982) è stato un calciatore argentino, di ruolo attaccante.

## Carriera
Attaccante argentino protagonista con le maglie del Banfield e soprattutto del San Lorenzo con il quale vinse lo storico titolo del 1946. Nel San Lorenzo divenne famoso insieme ai compagni d'attacco Rinaldo Martino e René Pontoni con i quali formò El Terceto de oro o anche i Tre Moschettieri. Farro, mancino, giocava mezzala destra ed era il più sacrificato dei tre in quanto tornava indietro a prendere palla e avviare l'azione d'attacco. Per questo era detto El Chueco cioè l'Oscuro. Smise di giocare, per problemi alla vista, con la maglia del Ferro Carril Oeste.
Ha vestito la maglia della nazionale 3 volte, partecipando alla vittoriosa spedizione della Coppa America del 1945.

## Palmarès

### Club

#### Competizioni nazionali
- Campionato argentino: 1

San Lorenzo: 1946

### Nazionale
- Coppa America: 1

1945